# Бельськ (Куявсько-Поморське воєводство)
Бельськ (пол. Bielsk) — село в Польщі, у гміні Ковалево-Поморське Ґолюбсько-Добжинського повіту Куявсько-Поморського воєводства.
Населення — 358 осіб (2011).
У 1975-1998 роках село належало до Торунського воєводства.

## Демографія
Демографічна структура станом на 31 березня 2011 року:
|          | Загалом | Допрацездатний вік | Працездатний вік | Постпрацездатний вік |
| -------- | ------- | ------------------ | ---------------- | -------------------- |
| Чоловіки | 182     | 50                 | 114              | 18                   |
| Жінки    | 176     | 38                 | 100              | 38                   |
| Разом    | 358     | 88                 | 214              | 56                   |